# Easton (Washington)
Easton és una concentració de població designada pel cens dels Estats Units a l'Estat de Washington. Segons el cens del 2000 tenia 383 habitants.

## Demografia
Segons el cens del 2000, Easton tenia 383 habitants, 151 habitatges, i 104 famílies. La densitat de població era de 88 habitants per km².
Dels 151 habitatges en un 35,1% hi vivien nens de menys de 18 anys, en un 54,3% hi vivien parelles casades, en un 7,3% dones solteres, i en un 31,1% no eren unitats familiars. En el 21,9% dels habitatges hi vivien persones soles el 4% de les quals corresponia a persones de 65 anys o més que vivien soles. El nombre mitjà de persones vivint en cada habitatge era de 2,54 i el nombre mitjà de persones que vivien en cada família era de 2,94.
Per edats la població es repartia de la següent manera: un 28,7% tenia menys de 18 anys, un 7,3% entre 18 i 24, un 29,5% entre 25 i 44, un 23% de 45 a 60 i un 11,5% 65 anys o més.
L'edat mediana era de 35 anys. Per cada 100 dones de 18 o més anys hi havia 125,6 homes.
La renda mediana per habitatge era de 37.708 $ i la renda mediana per família de 37.917 $. Els homes tenien una renda mediana de 33.750 $ mentre que les dones 20.357 $. La renda per capita de la població era de 19.773 $. Aproximadament el 3,7% de les famílies i el 7,5% de la població estaven per davall del llindar de pobresa.

## Poblacions properes
El següent diagrama mostra les poblacions més properes.